# Juhos Attila
Juhos Attila (Budapest, 1962. április 1.–) magyar nemzetközi labdarúgó-játékvezető. Polgári foglalkozása tanár, kereskedelmi tanácsadó, majd egy Oktatási Központ vezetője.

## Pályafutása

### Labdarúgóként
A BLSZ I osztály)ban szereplő Láng Vasasban mindössze öt évet futballozott. Hamar felismerte, hogy ez lehet labdarúgó pályafutásának legmagasabb szintje, ezért a játékvezetés felé fordult.

#### Nemzeti játékvezetés
A játékvezetésből 1987-ben Budapest XIII. kerületében, Angyalföldön a XIII. kerületi LSZ Játékvezető Bizottságánál (JB) Lovász László elnök előtt vizsgázott. 1989-től BLSZ II osztályú mérkőzésein bíráskodott. A BLSZ JB határozatával NB III-as, egyben országos utánpótlás bíró. Az MLSZ JT minősítésével 1992-től NB II-es, 1993-tól NB I-es játékvezető. Az élvonal legrutinosabb játékvezetőjeként 2004-ben vissza kellett vonulnia. Puhl Sándorral szemben indult az MLSZ JB elnöki posztért, ahol veszített. Puhl nem kívánt együtt dolgozni ellenlábasával! (2012-től együtt dolgoznak!) NB I-es mérkőzéseinek száma: 169.
Érdekesség, hogy első NB I-es meccsén kiállította Gojan Liviut. Az egykori debreceni futballistát búcsúmérkőzésén szintén piros lappal büntette!
| Időpont             | Helyszín                           | Mérkőzés típusa          | Mérkőzés                           | Eredmény |
| ------------------- | ---------------------------------- | ------------------------ | ---------------------------------- | -------- |
| 1993. szeptember 4. | Oláh Gábor utcai stadion, Debrecen | első NB I-es mérkőzése   | Debreceni VSC–Szombathelyi Haladás | 1 – 0    |
| 2004. november 27.  | Fáy utcai Stadion, Budapest        | utolsó NB I-es mérkőzése | Vasas SC–MTK Budapest FC           | 3 – 1    |

Mottója: Az a jó, ha a mérkőzés másnapján már meg sem említik, ki vezette a találkozót, illetve, ha a huszonkét játékosból húsz kezet fog az emberrel a meccs után, már nem dolgozott rosszul.[forrás?]

##### Nemzeti kupamérkőzések
Vezetett kupadöntők száma: 3.

##### Magyar labdarúgó-szuperkupa
| Időpont          | Helyszín                          | Mérkőzés típusa | Mérkőzés                      | Eredmény | Nézők száma |
| ---------------- | --------------------------------- | --------------- | ----------------------------- | -------- | ----------- |
| 2002. július 20. | Révész Géza utcai stadion, Siófok | döntő           | Zalaegerszegi TE FC–Újpest FC | 1 – 3    | 6000        |

##### Szabad Föld-kupa
1964 óta a falusi labdarúgók kupadöntőjét, a Szabad Föld döntőjét rendszeresen a Magyar Népköztársasági Kupa döntő előmérkőzéseként bonyolították le. A döntőben való részvételre az az alsóbb osztályú együttes jogosult, amelyik a legmesszebb jutott a Magyar Népköztársasági Kupában.
| Időpont          | Helyszín                     | Mérkőzés típusa | Mérkőzés                   | Eredmény | Nézők száma |
| ---------------- | ---------------------------- | --------------- | -------------------------- | -------- | ----------- |
| 1997. június 11. | Szőnyi úti Stadion, Budapest | döntő           | Hajós FC–Pálháza MEDOSZ    | 4 – 1    | 1000        |
| 1998. május 13.  | Fáy úti Stadion, Budapest    | döntő           | Jánossomorja–Szabadegyháza | 1 – 1    | 1200        |

#### Nemzetközi játékvezetés
A Magyar Labdarúgó-szövetség JT terjesztette fel nemzetközi játékvezetőnek, a Nemzetközi Labdarúgó-szövetség (FIFA) 1996-tól tartotta nyilván bírói keretében. A FIFA JB központi nyelvei közül a angolt beszéli. Több nemzetek közötti válogatott, valamint Intertotó-kupa és UEFA-kupa klubmérkőzést vezetett, vagy működő társának 4. bíróként segített. A magyar nemzetközi játékvezetők rangsorában, a világbajnokság-Európa-bajnokság sorrendjében többedmagával a 18. helyet foglalja el 2 találkozó szolgálatával. 58 nemzetközi meccsre kapott küldést, 13-szor Puhl Sándor 4., tartalék játékvezetője lehetett. Pályafutásának csúcsa a Borussia Dortmund–Juventus FC Bajnokok Ligája-döntő volt. A  nemzetközi játékvezetéstől 2004-ben visszavonult. Válogatott mérkőzéseinek száma: 7.

#### Labdarúgó-Európa-bajnokság
A 2008-as labdarúgó-Európa-bajnokságon az UEFA JB játékvezetőként foglalkoztatta.

##### 2000-es labdarúgó-Európa-bajnokság
| Időpont           | Helyszín                       | Mérkőzés típusa           | Mérkőzés            | Eredmény | Nézők száma |
| ----------------- | ------------------------------ | ------------------------- | ------------------- | -------- | ----------- |
| 1999. március 27. | Na Stínadlech Stadion, Teplice | előselejtező (9. csoport) | Csehország–Litvánia | 2 – 0    | 14 658      |

###### 2004-es labdarúgó-Európa-bajnokság
| Időpont         | Helyszín                  | Mérkőzés típusa           | Mérkőzés           | Eredmény | Nézők száma |
| --------------- | ------------------------- | ------------------------- | ------------------ | -------- | ----------- |
| 2003. június 7. | A.Le Coq Stadion, Tallinn | előselejtező (8. csoport) | Észtország–Andorra | 2 – 0    | 3500        |

## Sportvezetőként
- 1993 – 1997 BLSZ JB elnökhelyettes
- 2008 – ML JT elnökhelyettes
- 2012-től a BLSZ JB elnökségének tagja, az MLSZ JB instruktora, ellenőre

## Szakmai sikerek
- 2000-ben és 2003-ban a sportújságírók szavazatai alapján az Év játékvezetője.
- 2002-ben a Hivatásos Labdarúgók Szervezetének (HLSZ) szavazásán, az idény legjobb játékvezetője lett.

## Külső hivatkozások
- Juhos Attila. World Referee. [2016. március 4-i dátummal az eredetiből archiválva]. (Hozzáférés: 2015. október 11.)
- Juhos Attila. footballzz.com. (Hozzáférés: 2015. október 11.)
- Juhos Attila. footballdatabase.eu. (Hozzáférés: 2015. október 11.)
- Juhos Attila. scoreshelf.com. [2015. szeptember 26-i dátummal az eredetiből archiválva]. (Hozzáférés: 2015. október 11.)
- Juhos Attila. eu-football.info. (Hozzáférés: 2015. október 11.)
- Juhos Attila. szabadfold.hu. [2016. január 13-i dátummal az eredetiből archiválva]. (Hozzáférés: 2015. október 11.)
- Juhos Attila. szabadfold.hu. [2014. július 17-i dátummal az eredetiből archiválva]. (Hozzáférés: 2015. október 11.)
- Juhos Attila. mljt.hu. (Hozzáférés: 2015. október 11.)
- Juhos Attila. sportmedia.hu. [2015. december 8-i dátummal az eredetiből archiválva]. (Hozzáférés: 2015. október 11.)
- Juhos Attila. nela.hu. (Hozzáférés: 2015. október 11.)
- Juhos Attila. focibiro.hu. (Hozzáférés: 2020. július 17.)

| Elődje: Szabó Zsolt | Szabad Föld-kupa döntő 1996–1997 | Utódja: Juhos Attila |

| Elődje: Juhos Attila | Szabad Föld-kupa döntő 1997–1998 | Utódja: Szabó Zsolt |

| Elődje: Hartmann Lajos | Magyar labdarúgó-szuperkupa döntő 2002 | Utódja: Ábrahám Attila |